# Cortinarius fasciatus
Cortinarius fasciatus (Giovanni Antonio Scopoli, 1772 ex Elias Magnus Fries, 1838) a încrengăturii Basidiomycota, din familia Cortinariaceae și de genul Cortinarius, este o ciupercă necomestibilă doar rar întâlnită care coabitează, fiind un simbiont micoriza (formează micorize pe rădăcinile arborilor). Un nume popular nu este cunoscut. În România, Basarabia și Bucovina de Nord trăiește de la deal la munte în grupuri pe sol acru, în păduri de conifere și mlaștini oligotrofe sub molizi, cu predilecție între mușchi. Timpul apariției este din (iulie) august până în octombrie (noiembrie).

## Taxonomie

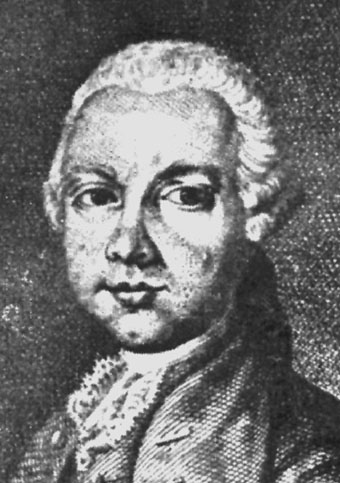
G. Scopoli

Numele binomial Agaricus fasciatus a fost determinat de naturalistul italian Giovanni Antonio Scopoli în volumul 2 al operei sale Flora carniolica din 1772.
Apoi, în 1838, renumitul micolog suedez Elias Magnus Fries a transferat specia la genul Cortinarius sub păstrarea epitetului, de verificat în cartea sa Epicrisis systematis mycologici, seu synopsis hymenomycetum, fiind numele curent valabil (2022). 
Sinonime obligatorii sunt Hydrocybe fasciata a botanistului german Friedrich Otto Wünsche din 1877,  bazând pe descrierea lui Scopoli precum Gomphos fasciatus a compatriotului său Otto Kuntze din 1891, bazând pe modificarea lui Fries.
Alte redenumiri nu sunt cunoscute.
Epitetul specific este derivat din cuvântul latin (latină fasciare=a înfășura, a se foi în jur).

## Descriere

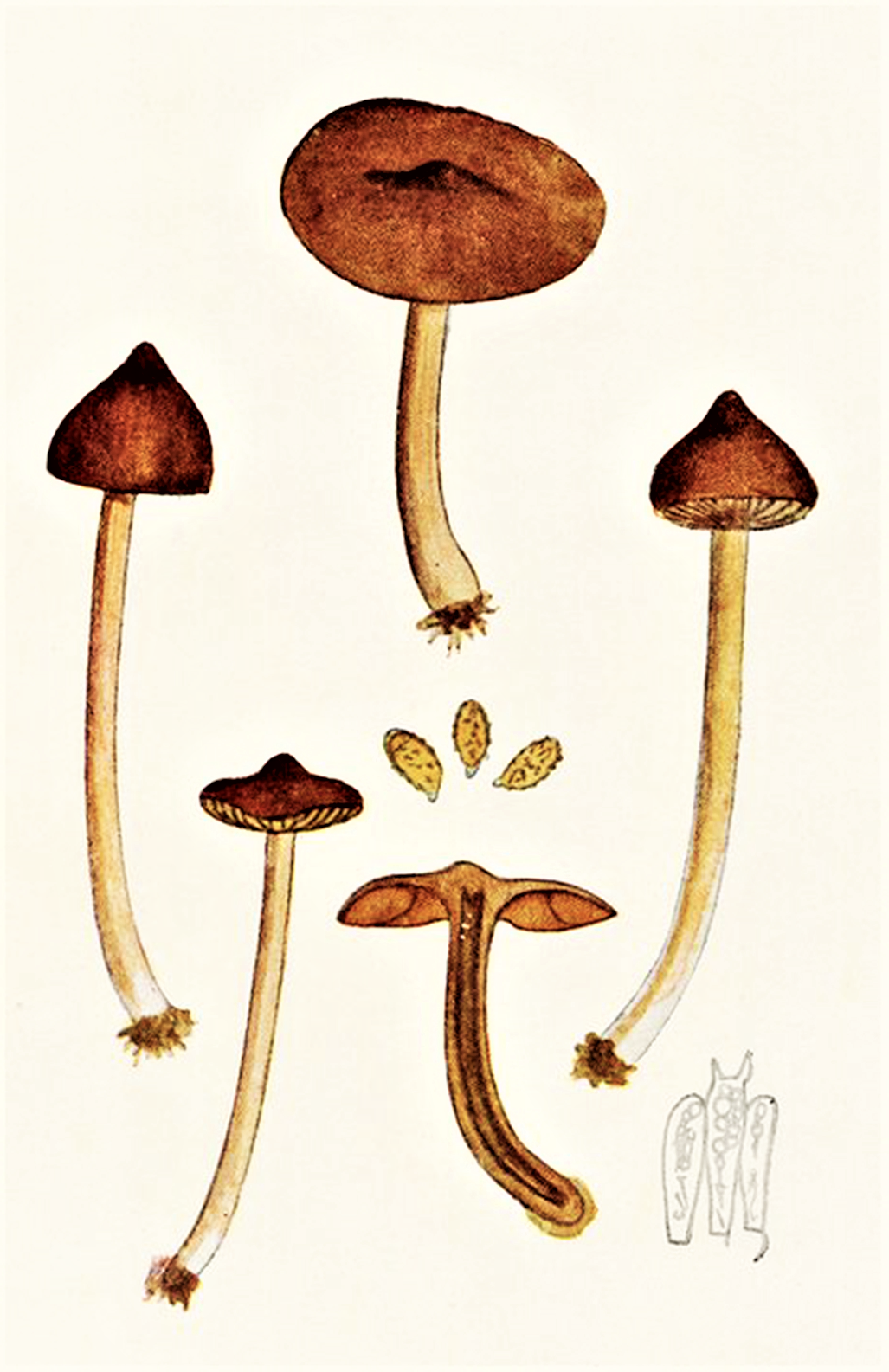
Bres.: Cortinarius fasciatus

- Pălăria: higrofană are un diametru de 2-6 cm, fiind la început conică, convexă și în vârstă cu marginea striată răsucită în sus. De la începutul maturizării este mereu cocoșată ascuțit. Cuticula este  netedă, pe vreme uscată lucioasă și la umezeală lipicioasă până unsuroasă. Coloritul diferă între arămiu, brun-ruginiu și brun-roșcat, în centru mai închis, ocazional la bătrânețe aproape negricios.
- Lamelele: sunt subțiri și forte îndepărtate între ele, ușor bombate precum intercalate cu lameluțe de lungime diferită, fiind atașate la picior cu un dinte și acolo rotunjite. Culoarea inițial galben-ruginie până brun-portocalie schimbă cu maturitatea spre brun de scorțișoară, muchiile fiind colorate mai deschis. În stadiul tânăr al ciupercii sunt acoperite cu fragmente alb-gălbuie ale vălului parțial foarte subțiri.
- Piciorul:  cu suprafața netedă, uneori presărată de resturi ale vălului, are o lungime de 5-8 cm și o lățime de 0,4-0,8 cm, este destul de lung, subțire, aproape cilindric, tare fibros și gol pe dinăuntru, fiind bulbos și alb pâslos spre bază cu un miceliu rozaliu. Suprafața pentru mult timp albicioasă devine în sfârșit brun-deschis până brun-roșiatic, decolorarea începând de la vârf. Nu poartă un inel.
- Carnea: este subțire și fibroasă mai presus de toate în picior, albicios-gălbuie în tinerețe, apoi de colorit brun-gălbui până carneu, fiind fără miros și gust particular.[3][4]
- Caracteristici microscopice: are spori ocru-ruginii, elipsoidali cu un apicol, fin punctat-verucoși pe exterior și granulați pe dinăuntru, măsurând 6-9 x 4-5 microni. Pulberea lor este ruginie. Basidiile clavate cu preponderent 4 sterigme fiecare măsoară 20-22 (25) x 6-7 microni. Cistidele (elemente sterile situate în stratul himenal sau printre celulele din pielița pălăriei și a piciorului, probabil cu rol de excreție) de aceiași dimensiune au forma de măciucă cu vârfuri rotunjite. Pileocistidele (elemente sterile de pe suprafața pălăriei) are  hife velare cu o dimensiune de 5,5-6,9 µm. Cleme nu sunt prezente.[10][11]
- Reacții chimice: Nu sunt cunoscute.[12]

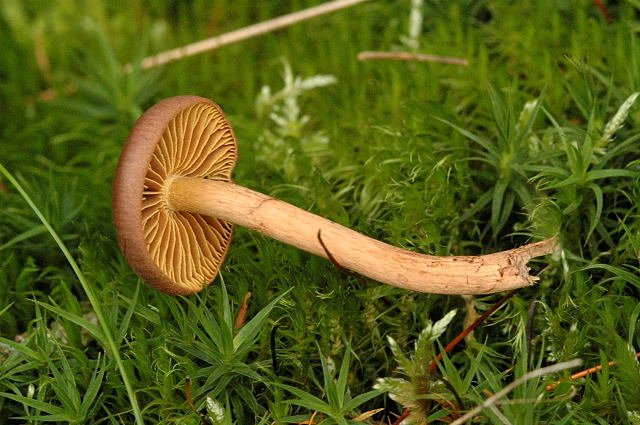
C. fasciatus, lamele și picior

## Confuzii
Specia poate fi confundată în primul rând cu gemenul ei Cortinarius fulvescens (necomestibil), dar, de asemenea, de exemplu cu Cortinarius brunneus (otrăvitor), Cortinarius cinnamomeus (otrăvitor)  Cortinarius croceus (otrăvitor), Cortinarius depressus sin. Cortinarius adalberti (necomestibil ), Cortinarius flexipes (otrăvitor), Cortinarius gentilis (otrăvitor), Cortinarius hinnuleus (necomestibil), Cortinarius malicorius (otrăvitor), Cortinarius obtusus (necomestibil), Cortinarius orellanus (mortal), Cortinarius rigens (necomestibil), Cortinarius rigidus sin. Cortinarius umbrinolens (necomestibil, miros pământos, mucegăios, gust blând, crește sub mesteceni),+ imagini, Cortinarius rubellus (mortal), Cortinarius semisanguineus (otrăvitor). sau Cortinarius uraceus (necomestibil).Cortinarius uraceus (necomestibil).

## Specii asemănătoare în imagini

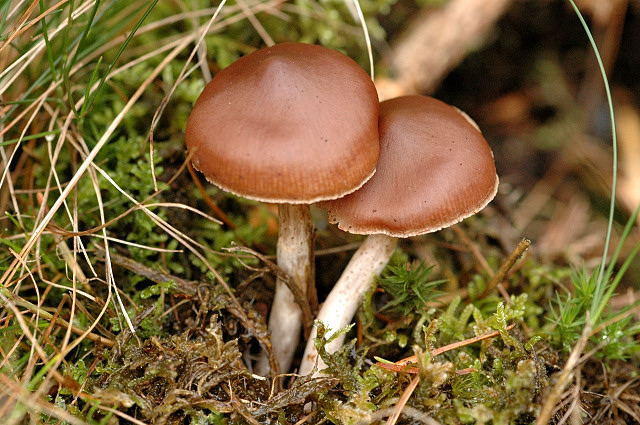
!!Cortinarius brunneus!!
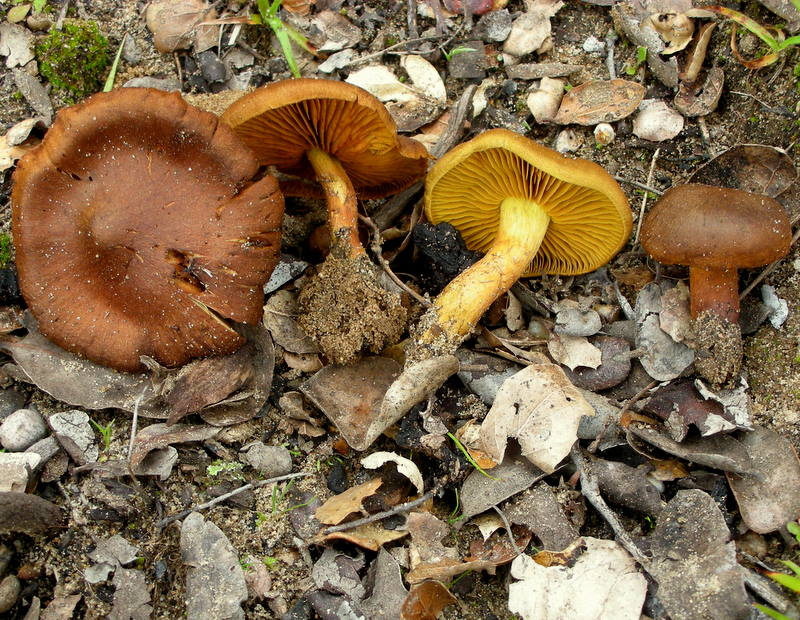
!!Cortinarius croceus!!
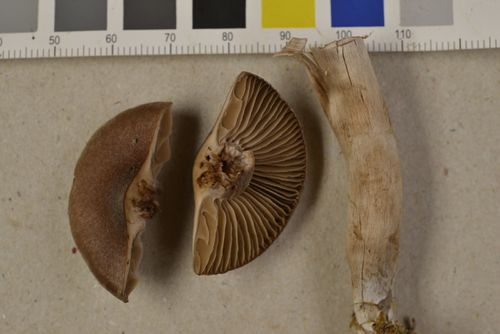
!Cortinarius depressus sin. Cortinarius adalberti!
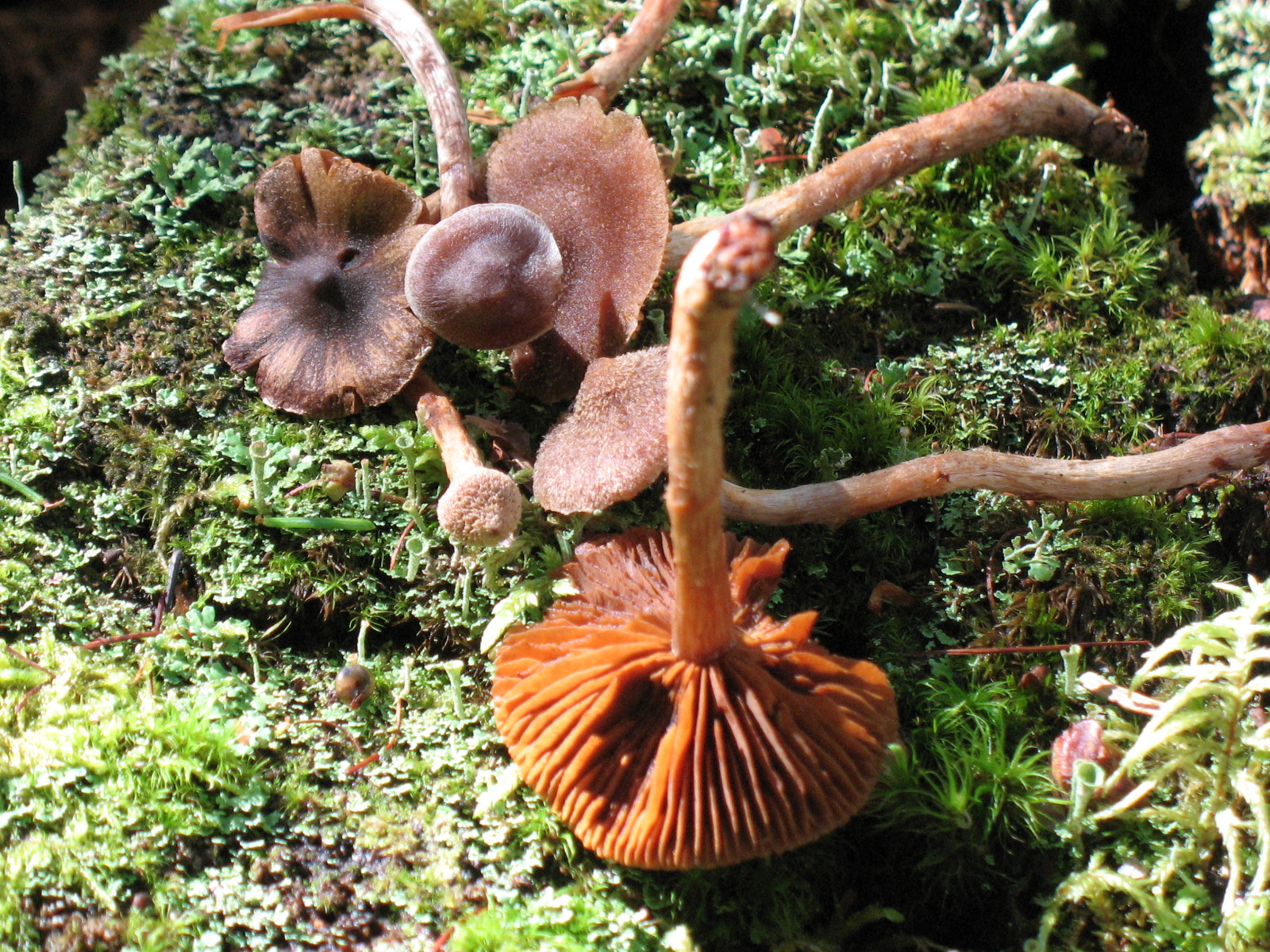
!!Cortinarius flexipes!!
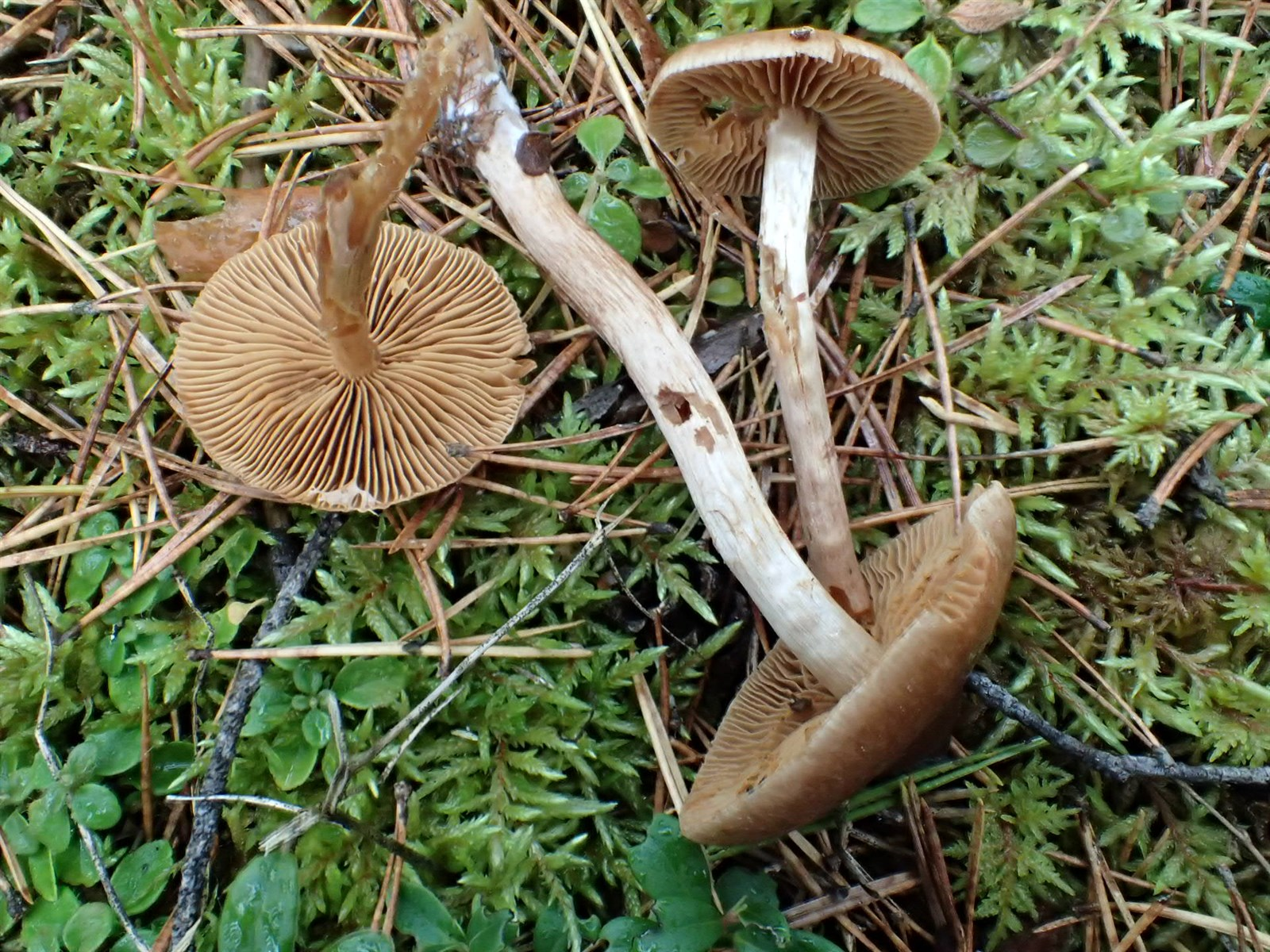
!Cortinarius fulvescens!

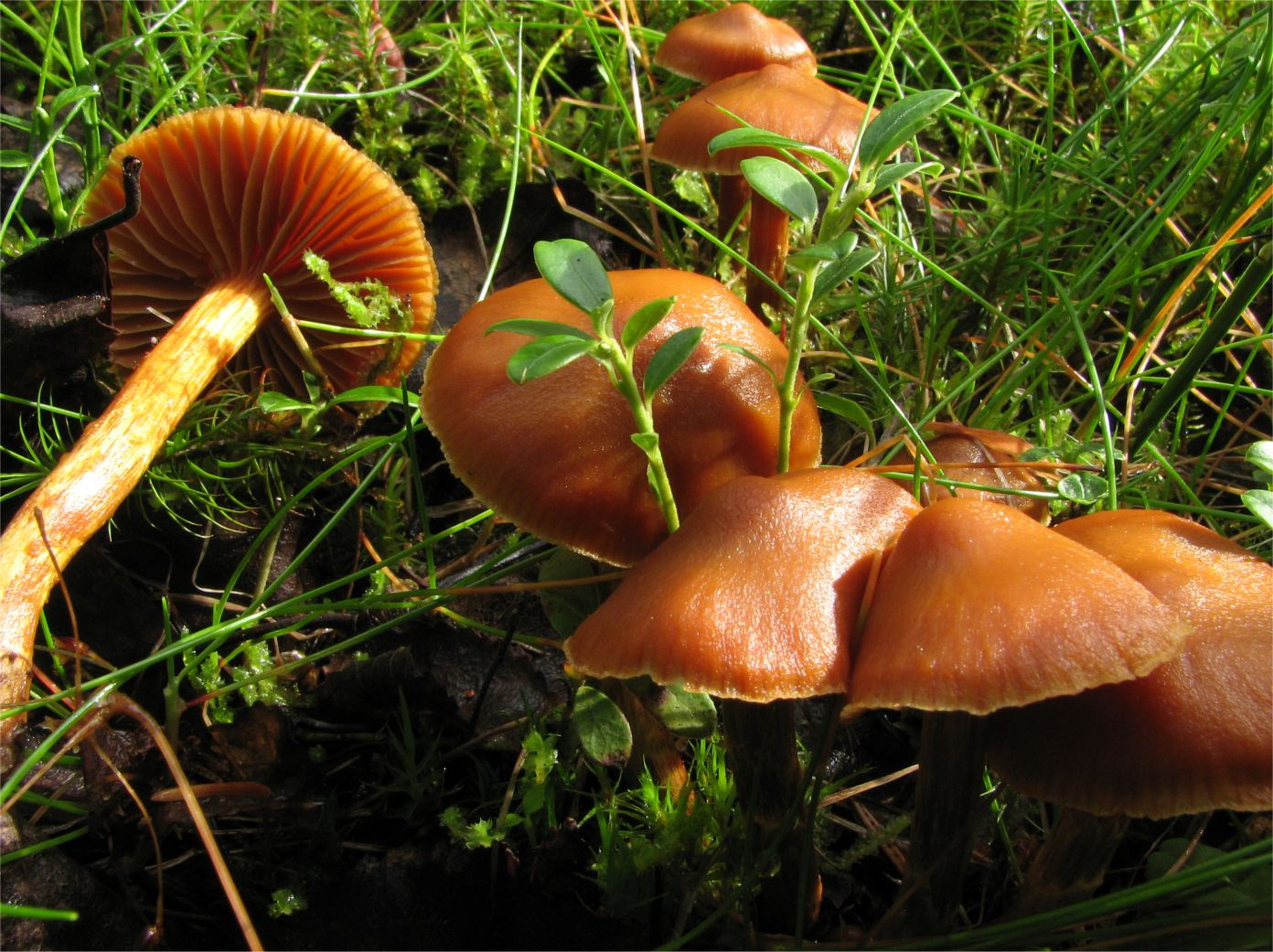
!!Cortinarius gentilis!!
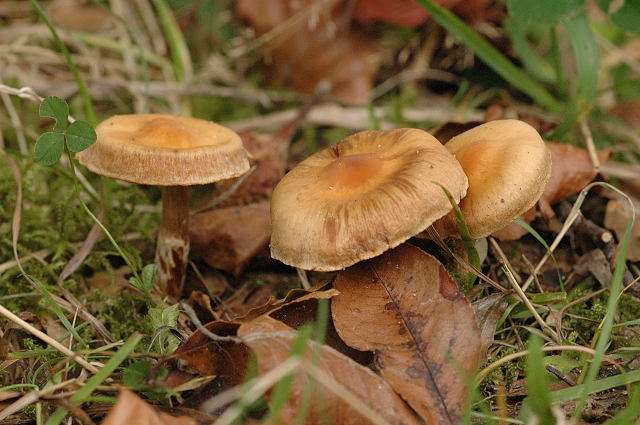
!Cortinarius hinnuleus!
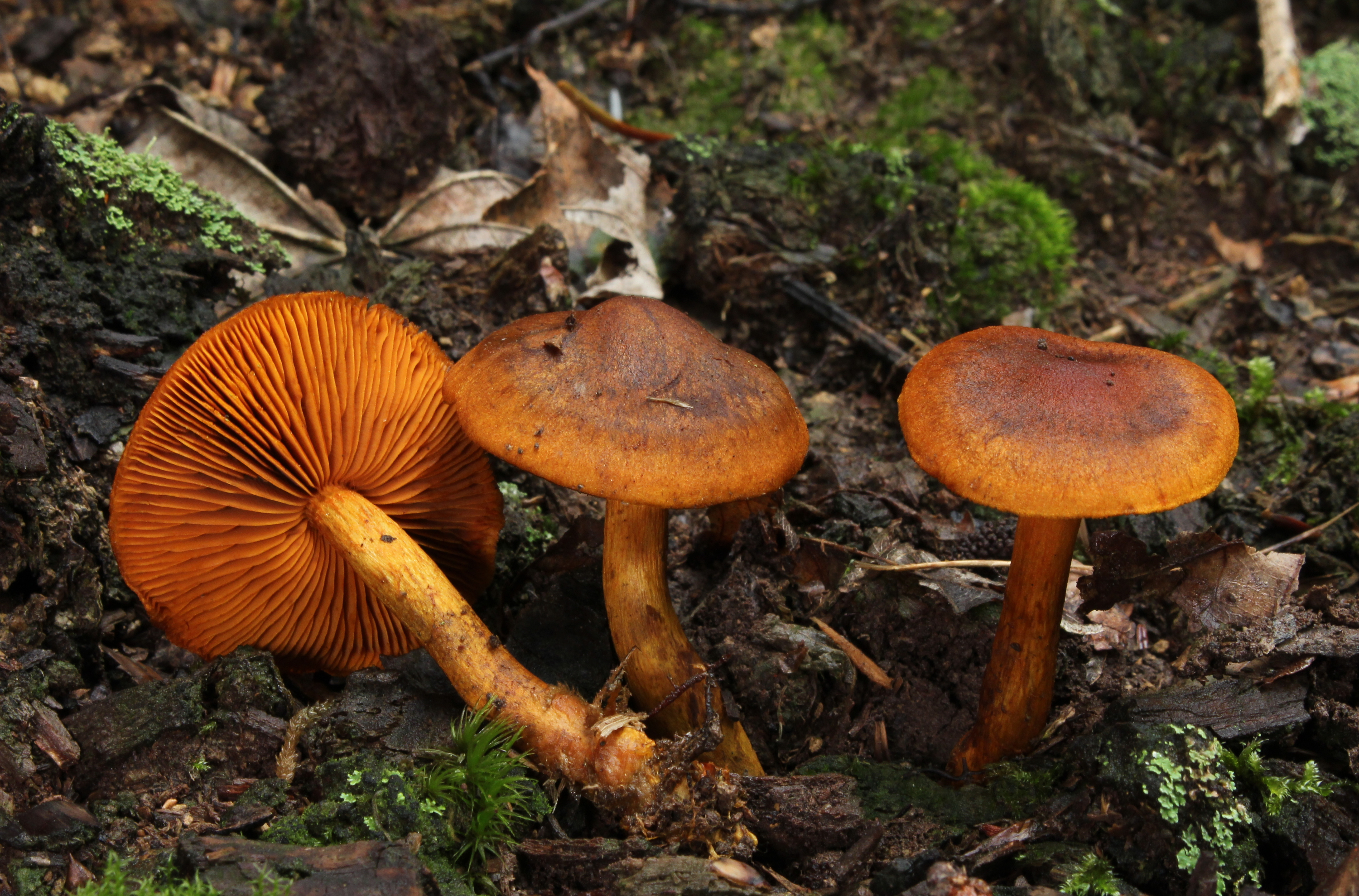
!!Cortinarius malicorius!!
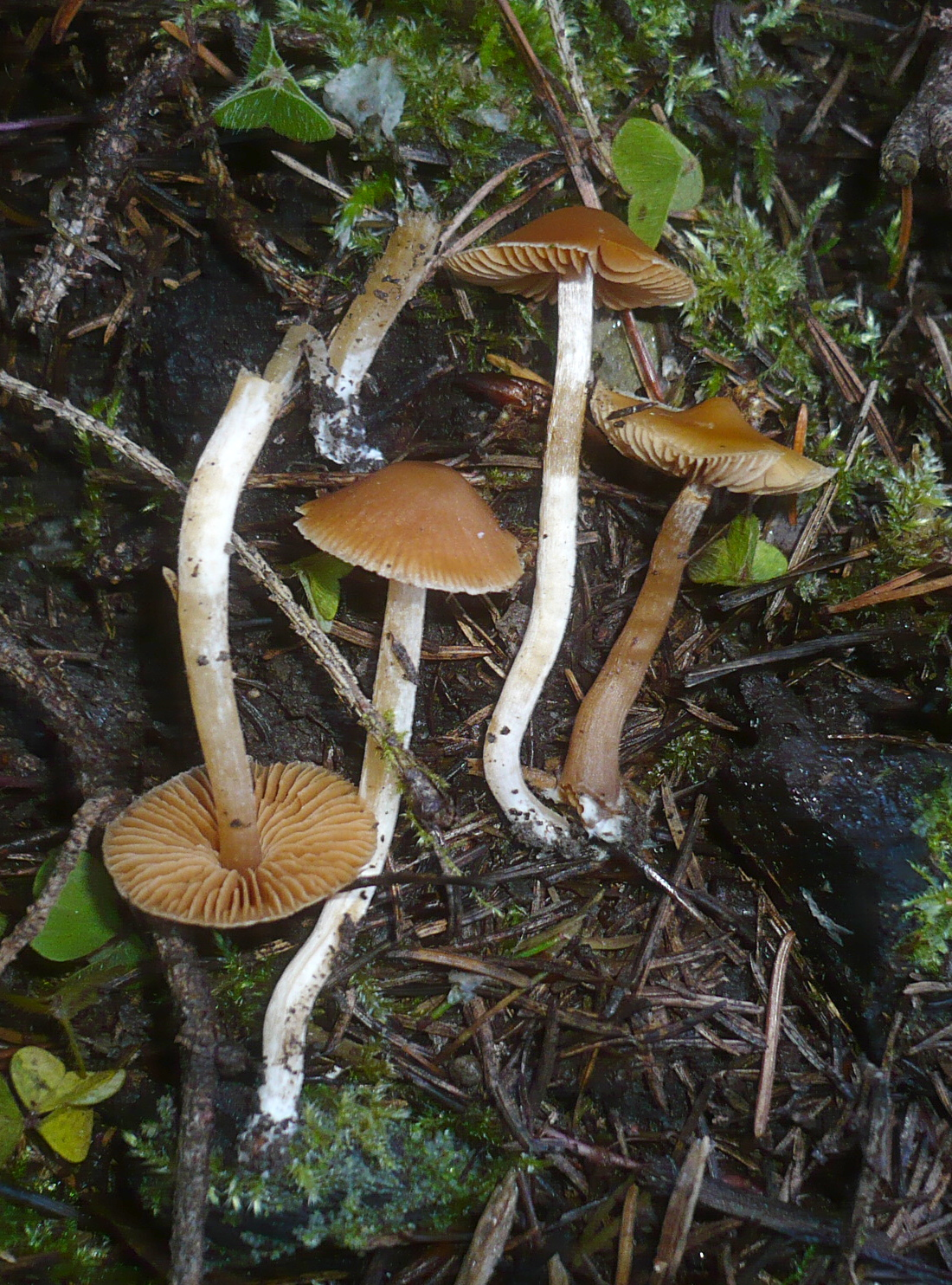
!Cortinarius obtusus!
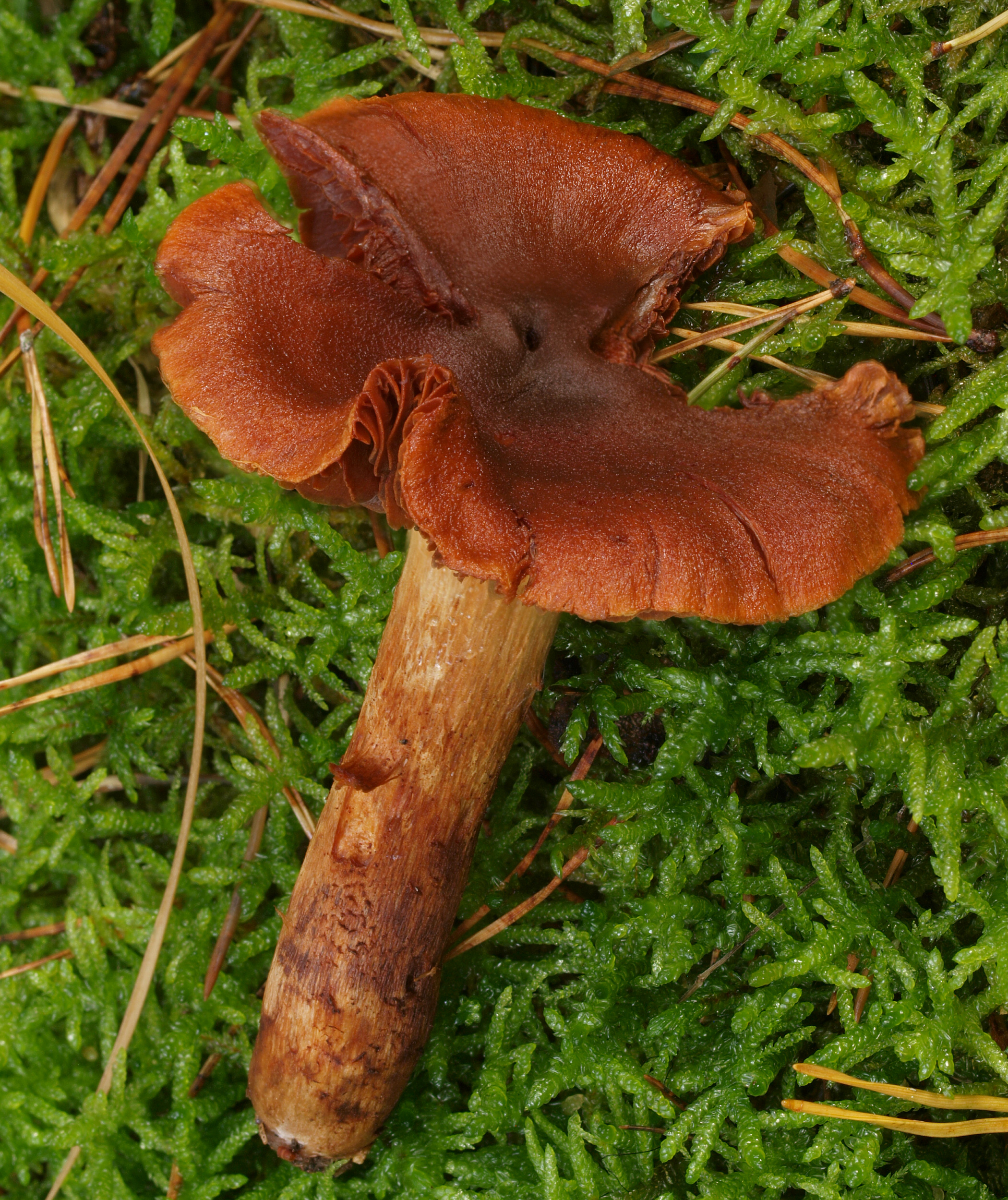
!!!Cortinarius orellanus!!!

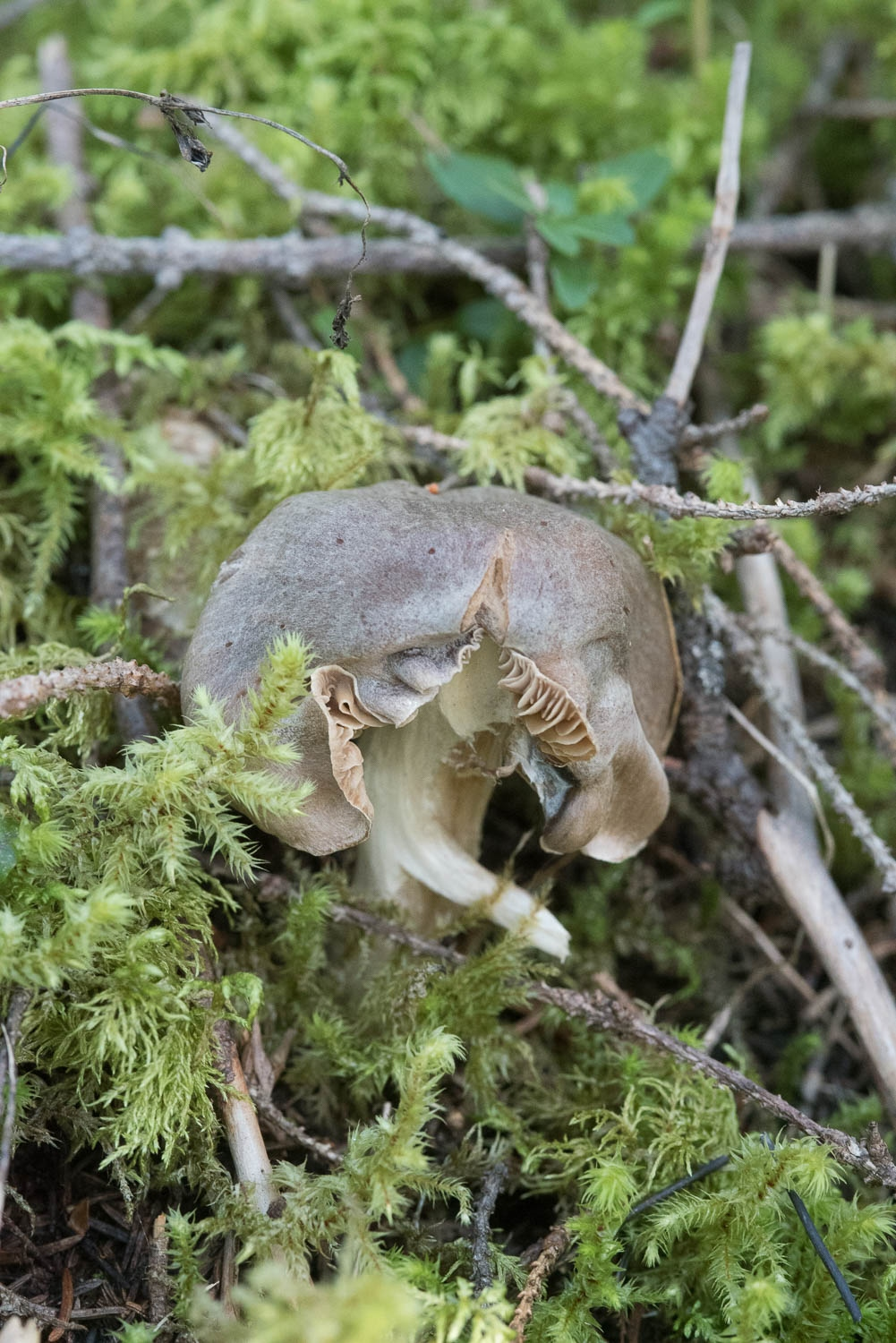
!Cortinarius rigens!
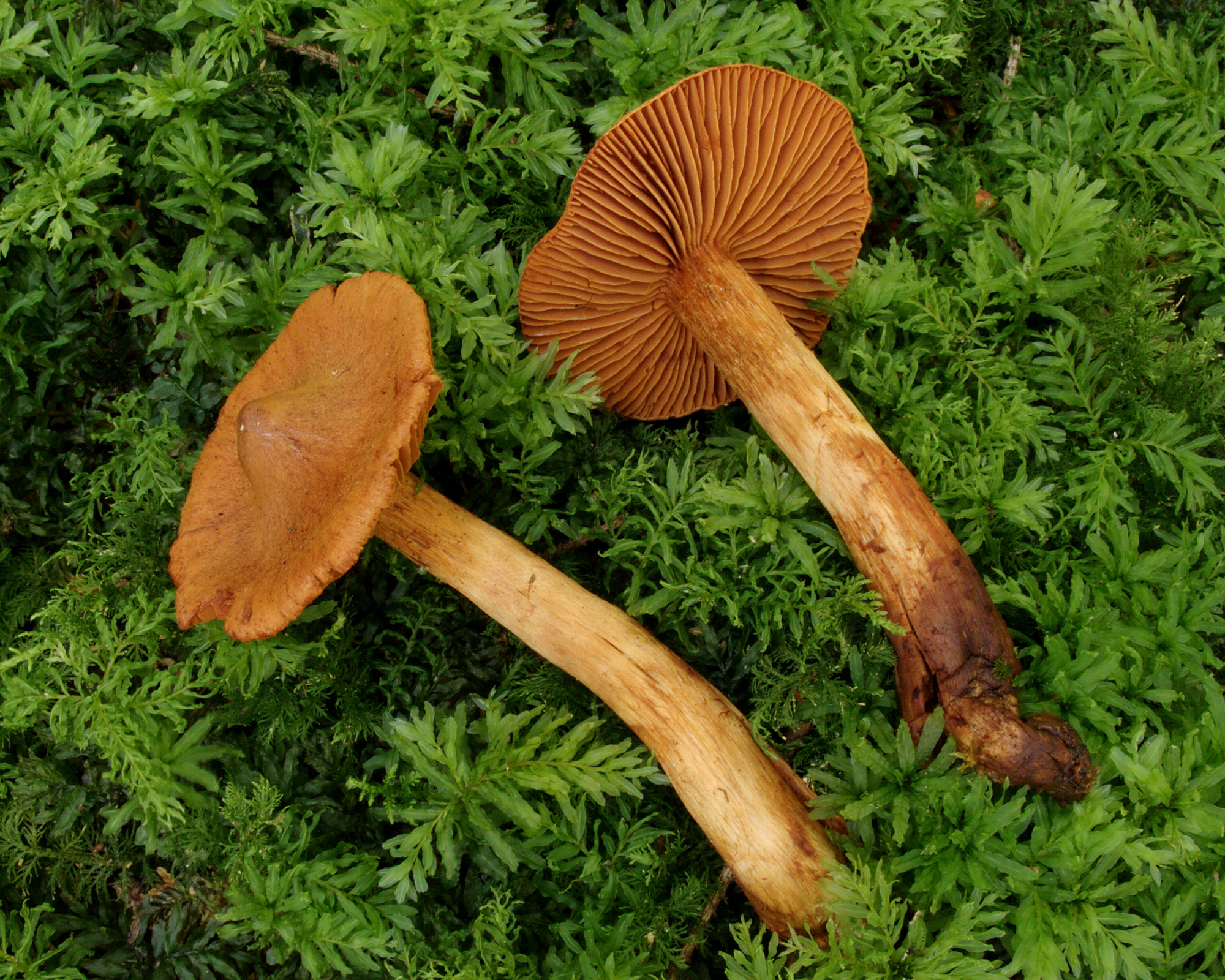
!!! Cortinarius rubellus!!!
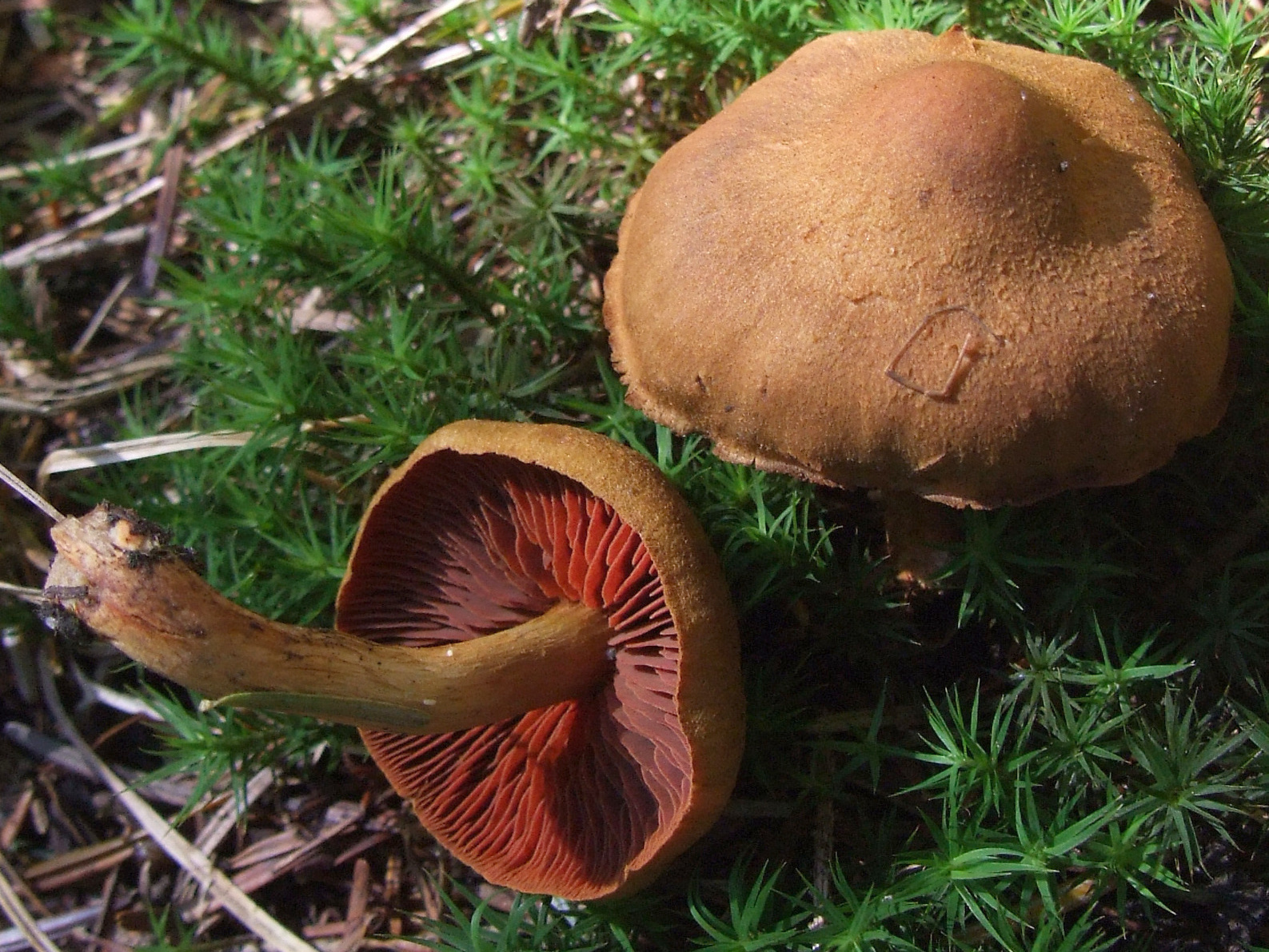
!!Cortinarius semisanguineus!!
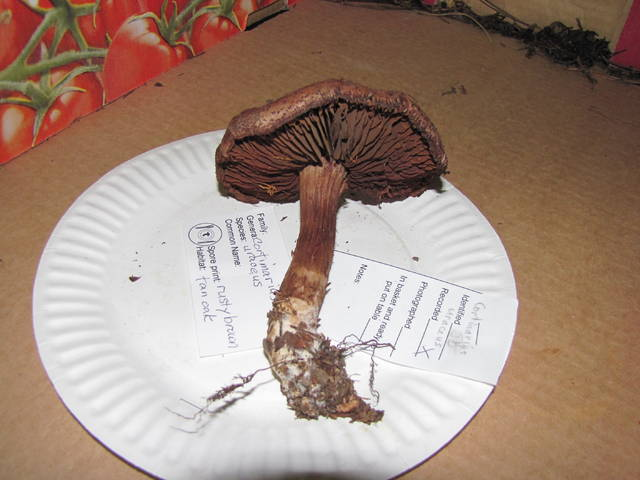
!Cortinarius uraceus!

## Valorificare
Cortinarius fasciatus nu este toxic, dar din cauza calității inferioare a cărnii necomestibil. În plus, specia poate fi confundată ușor cu unele otrăvitoare, și, din cauza rarității, ar trebui fi cruțată și lăsată la loc.